# Dlouhá turecká válka

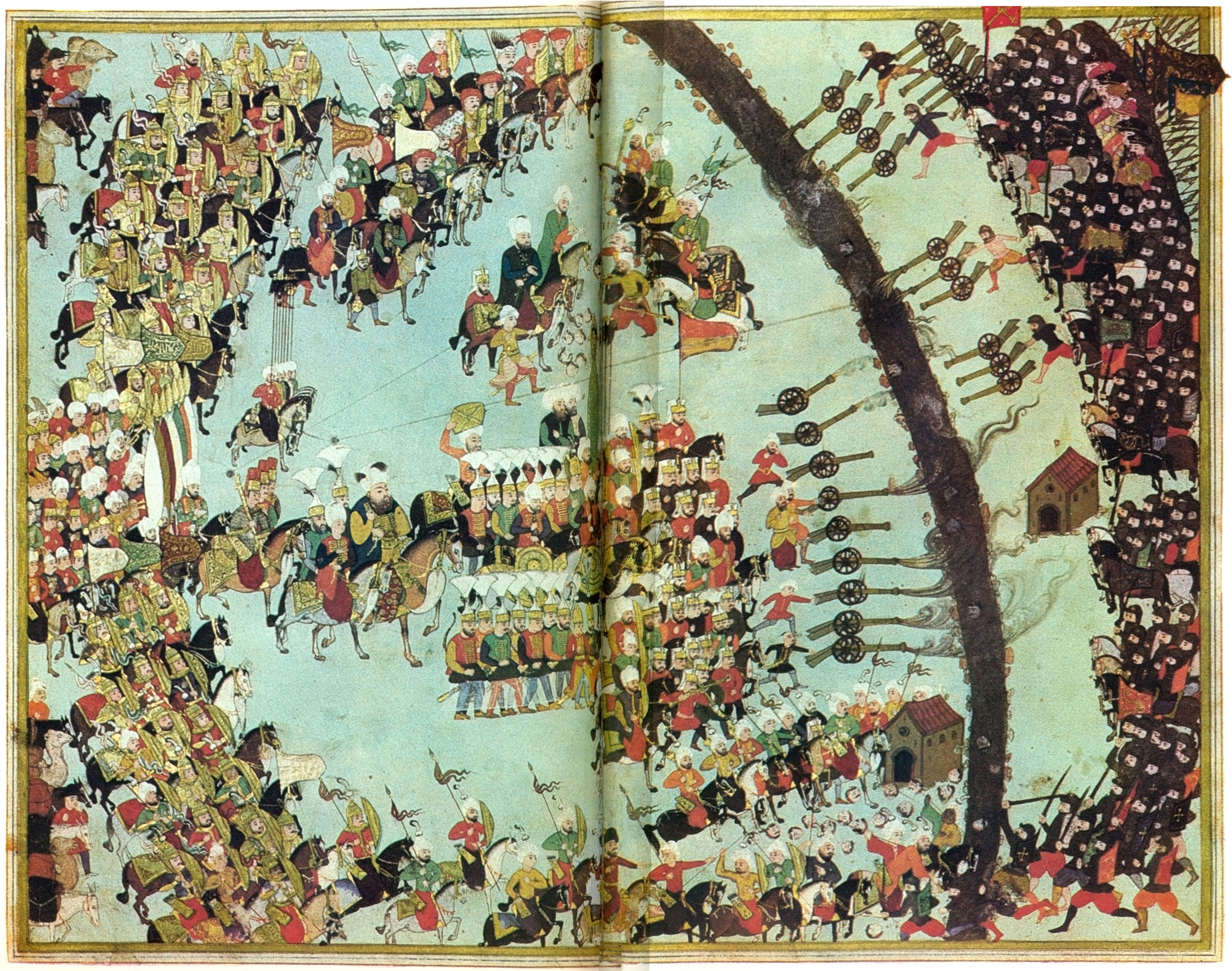
Bitva u Mezőkeresztese

Dlouhá turecká válka, zvaná též třetí turecká válka, třináctiletá válka nebo patnáctiletá válka, byl ozbrojený konflikt mezi osmanskou říší a habsburskou monarchií na území Uher a Balkánu v letech 1593 až 1606; název patnáctiletá válka se používá, pokud se do ní zahrnuje i předchozí turecké tažení v letech 1591–1592, které dobylo Bihać. Válka skončila v zásadě nerozhodně mírem v Žitavské Toroni 11. listopadu 1606, který vydržel dalších 60 let.
Války se účastnily i české vojenské jednotky, popis některých událostí zanechal ve svých memoárech Jindřich Michal Hýzrle z Chodů.

## Následky

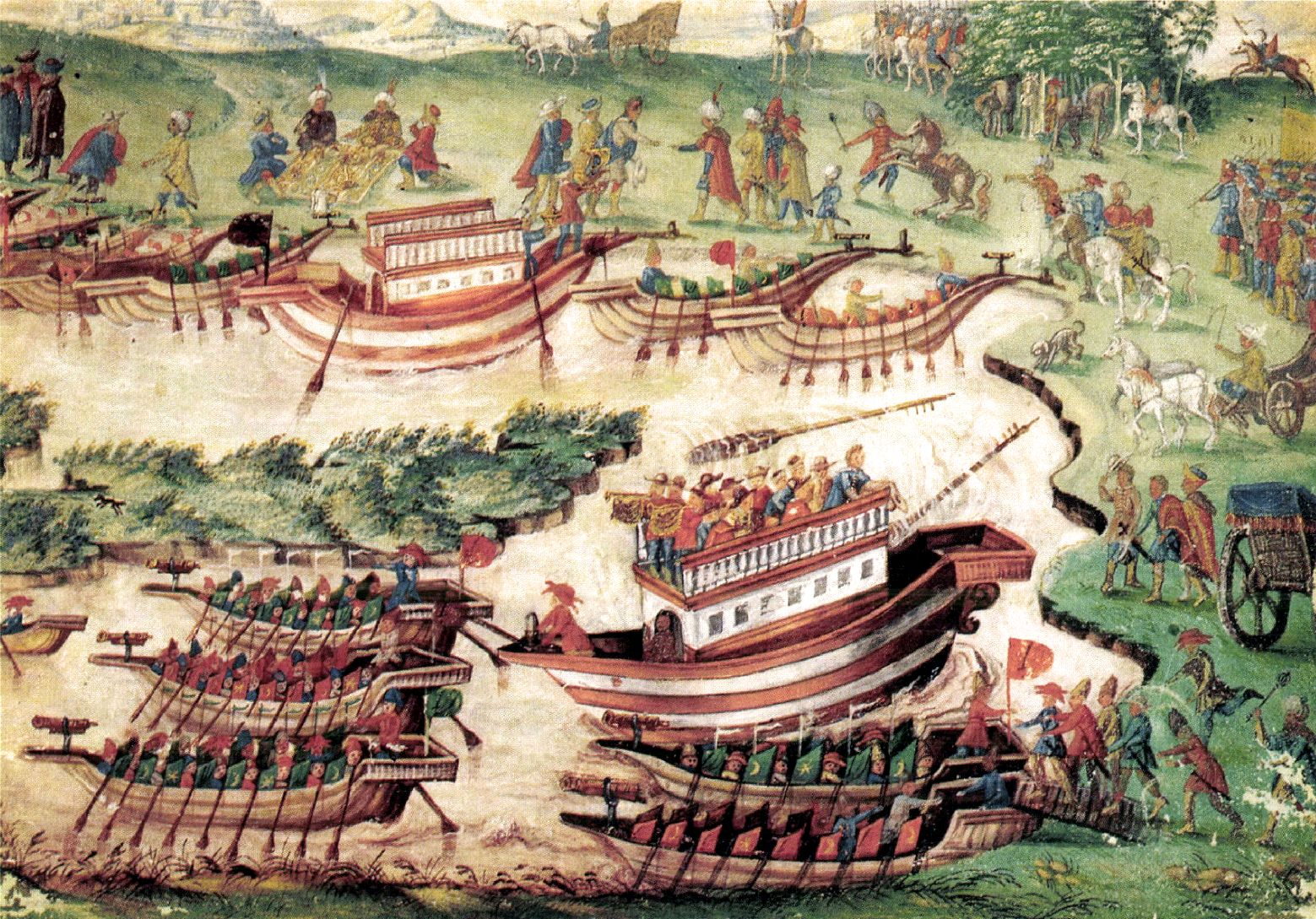
Mírová jednání v Zsitvatoroku v roce 1606

Dlouhá válka skončila Žitvatorockým mírem dne 11. listopadu 1606 s nepatrnými územními zisky pro obě hlavní říše – Osmané získali pevnosti Eger, Ostřihom a Kaniža, ale předali Rakousku oblast Vácu (kterou okupovali od roku 1541). Smlouva potvrdila neschopnost Osmanů proniknout dále na habsburské území. Také ukázala, že Sedmihradsko leží mimo dosah habsburské moci. Ačkoli císař Rudolf ve válce nesplnil své cíle, přesto získal jistou prestiž díky odporu proti Osmanům, protože válku prezentoval jako vítězství. Smlouva stabilizovala situaci na habsbursko-osmanské hranici. Štěpán Bočkaj si udržel nezávislost, ale souhlasil se zřeknutím se titulu „uherského krále“.
Rudolf se sice vykresloval jako vítěz Dlouhé války, ale to ho neochránilo před vnitřními politickými boji uvnitř habsburského rodu. Ke konci války měl Rudolf obrovské dluhy vůči věřitelům, pohraničním jednotkám i polní armádě, udělal ústupky uherské šlechtě a zklamal říšská knížata Svaté říše římské, kteří financovali habsbursko-osmanskou hranici. Po uzavření míru s Osmany se Habsburkové obrátili jeden proti druhému. Tento vnitrodynastický konflikt je přinutil řešit dosud nevyjasněnou otázku Rudolfova nástupnictví a vyvrcholil tzv. Bratrským sporem, v němž byl bezdětný císař Rudolf postaven proti svému bratru Matyášovi.